# Leptodactylus fuscus
La Rana picuda (Leptodactylus fuscus) es una especie de rana de la familia Leptodactylidae.

## Distribución geográfica
Se encuentra en Argentina, Bolivia, Brasil, Colombia, Guayana Francesa, Guyana, Panamá, Paraguay, Perú, Surinam, Trinidad y Tobago y Venezuela.